# Bùi Xuân Phái
Bùi Xuân Phái (* 1. September 1920; † 24. Juni 1988) ist einer der bekanntesten modernen Maler Vietnams. Er ist berühmt für seine Darstellungen der Altstadt von Hanoi.
Phai malte vorwiegend mit Ölfarben auf Leinwand. Aufgrund der Entbehrungen im Krieg malte er jedoch auch auf andere Träger und mit anderen Mitteln. Gegenstand seiner meist schemenhaften Darstellungen sind die Straßen der Altstadt von Hanoi in den 1950er und 60er Jahren (in der Zeit des Indochina- und Vietnamkriegs). Vietnamesische Maler der Moderne, wie Bùi Xuân Phái, Duong Bich Lien, Nguyen Tu Nghiem und Nguyen Sang Phai zählen heute zu den beliebten Aushängeschildern des Landes, galten der kommunistischen Partei im Krieg jedoch als „nicht patriotisch genug“ und „konterrevolutionär“.
Er lehrte an der Hochschule für Bildende Künste in Hanoi, verlor aber seine Professur, weil er auf seiner künstlerischen Freiheit bestand. Erst in den 1980er-Jahren konnte er seine Werke wieder öffentlich ausstellen. Phai erhielt vor und nach der Zeit der Ächtung zahlreiche Auszeichnungen des Landes für seine Gemälde. 
Heute sind etliche Fälschungen seiner Gemälde im Umlauf.